# Острів (Семенівський район)
Острів  — колишнє селище в Україні, у Семенівському районі Чернігівської області. Підпорядковувалось Хотіївській сільській раді.
Розташовувалося за 7 км на захід від Хотіївки.
Станом на середину 1980-х років селище мало вигляд окремо розташованого двору.
3 грудня 1986 року Чернігівська обласна рада зняла село з обліку.
Сьогодні територія колишнього селища-рідколісся.